# Голи Врх (Клинча Села)
Голи Врх је насељено место у саставу општине Клинча Села у Загребачкој жупанији, Хрватска. До територијалне реорганизације у Хрватској налазио се у саставу бивше велике општине Јастребарско.

## Становништво
На попису становништва 2011. године, Голи Врх је имао 278 становника.

## Попис1991.
На попису становништва 1991. године, насељено место Голи Врх је имало 256 становника, следећег националног састава:
| Попис 1991.‍  | Попис 1991.‍  | Попис 1991.‍ | Попис 1991.‍ | Попис 1991.‍ |
| ------------ | ------------ | ----------- | ----------- | ----------- |
|              |              |             |             |             |
| Хрвати       | Хрвати       |             | 254         | 99,21%      |
| неопредељени | неопредељени |             | 1           | 0,39%       |
| непознато    | непознато    |             | 1           | 0,39%       |
| укупно: 256  |              |             |             |             |